# 田治六郎

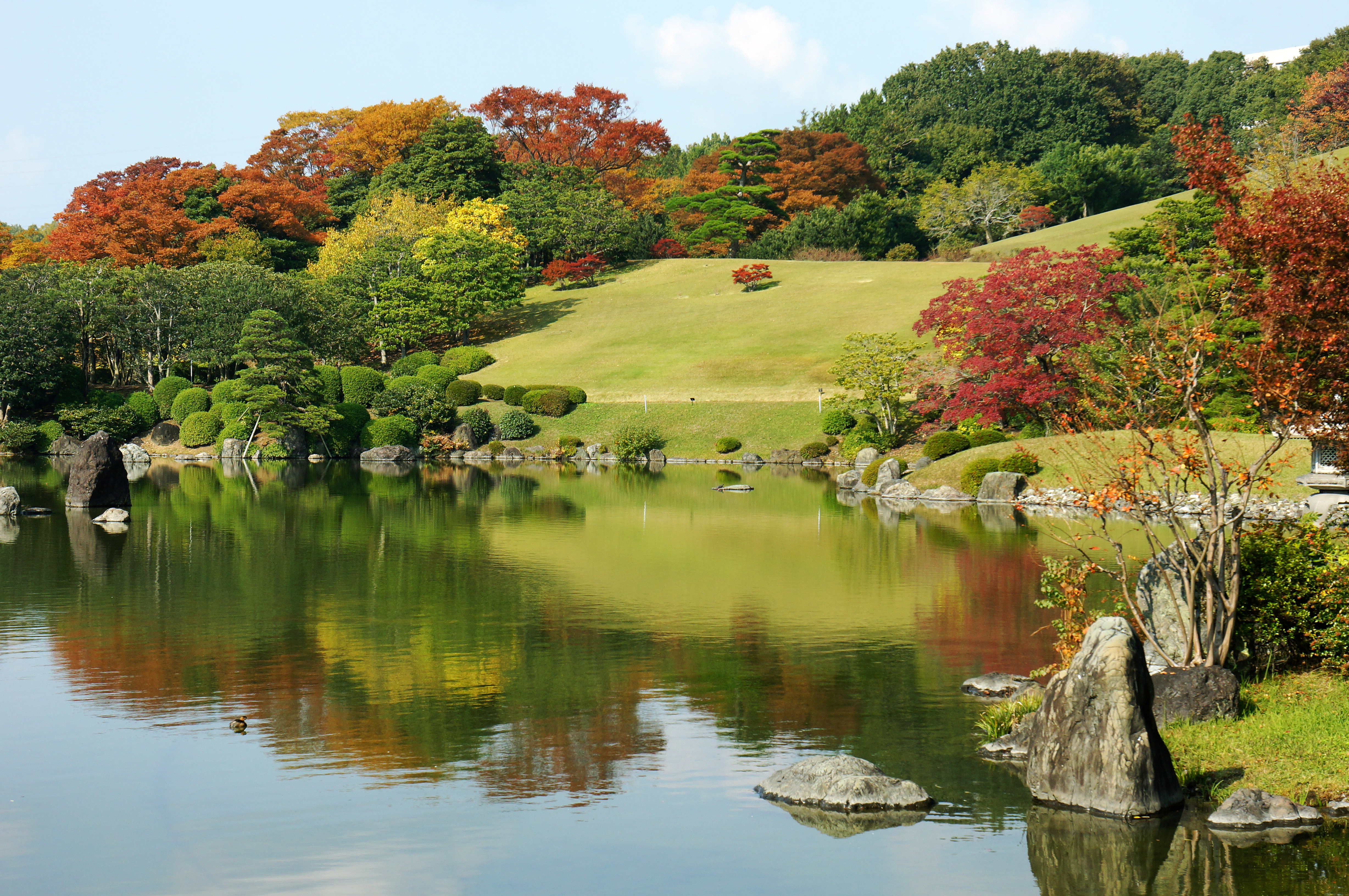
万博記念公園「日本庭園」（1970年）

田治六郎（たじ ろくろう、1904年 - 1978年）は、日本の造園家。内務技師、地方技師として当該府県の都市計画の策定、とくに都市公園計画に参画して各市を指導。特に西日本や旧満洲の公園緑地の行政と計画設計にあたった。また大阪万博に出展する日本庭園（万博記念公園内に現存）の設計及び施工指導にあたった人物。

## 人物
1904年（明治37年）、石川県七尾市に生まれる。旧制第四高等学校を経て、1930年に東京帝国大学農学部農学科を卒業。1932年に大学院修了後は内務省都市計画大阪地方委員会技手となり、いくつかの各都市計画地方委員会技手を兼務した。
1937年から2年間は工兵部隊将校として渡満、解除後の1941年から都市計画愛知地方委員会兼愛知県技師。1944年からは満洲国に渡り、新京（後の長春市）特別市の技正となり公園科長に転じた。科長として3年間、同市の都市公園に貢献し、またこの間に熱河の離宮、北京の満寿山等の庭や公園の実態を究明し中国庭園に関する学識を得て、これによって後年自身の学位論文である「支那庭園史の研究」の作成の基礎をつくった。
終戦後は内閣技官となって、内務省計画局施設課兼戦災復興院特別建設部、総理府技官（特別調達庁）特別調達庁副監察官等を歴任。約7年間駐留軍関係の基地その他の修景設計及び工事に関する要職をつとめた。1954年に旧建設省の推せんによって大阪市技師/土木局公園課長となり1965年まで勤務、戦災復興に伴う同市の都市公園系統をまず策定し公園事業の基盤をつくったと同時に靭公園、大阪城公園、城北公園の新設、中之島公園の復旧、さらに長居公園の用地確保、設計及び一部実施を実現、市長公邸日本庭園の設計施工も在職中に構想し、大阪市の緑づくりに大きな役割を果す。退職後は財団法人大阪市公園協会常務理事となり市の公園及び線化事業の計画・設計に貢献、1976年までその職にあった。1958年農学博士。その後は阪神造園高等職業訓練校々長をつとめた。1972年第2回日本公園緑地協会北村賞受賞